# Misje dyplomatyczne Palau

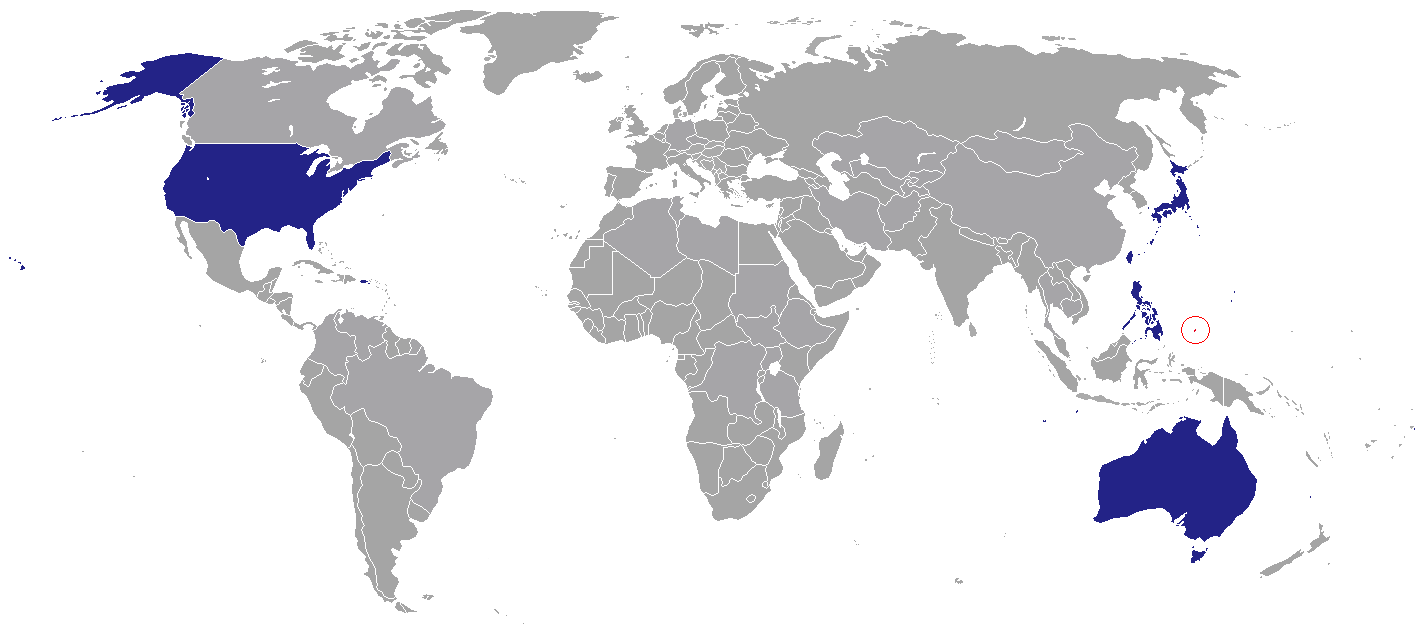
Kraje, w których Republika Palau ma swoje przedstawicielstwa dyplomatyczne

Misje dyplomatyczne Palau – przedstawicielstwa dyplomatyczne Republiki Palau przy innych państwach i organizacjach międzynarodowych. Poniższa lista zawiera wykaz obecnych ambasad i konsulatów zawodowych. Nie uwzględniono konsulatów honorowych.

## Ameryka Północna, Środkowa i Karaiby
- Stany Zjednoczone
  - Waszyngton (Ambasada)

## Azja
- Republika Chińska
  - Tajpej (Ambasada)
- Japonia
  - Tokio (Ambasada)
- Filipiny
  - Manila (Ambasada)

## Australia i Oceania
Terytoria zależne:
- Guam (Stany Zjednoczone)
  - Hagåtña (Konsulat generalny)
- Mariany Północne (Stany Zjednoczone)
  - Saipan (Konsulat generalny)

## Organizacje międzynarodowe
- ONZ
  - Nowy Jork - Stałe Przedstawicielstwo przy Organizacji Narodów Zjednoczonych